# الشرق (معرض)
الشرق (بالحرف اللاتيني: As-Sharq) هو معرض يقام سنويًا في أحد عطلات آخر الأسبوع من شهر سبتمبر في بلدة سالاريس بمقاطعة مالقة الواقعة في منطقة أندلوسيا الإسبانية، بهدف إلى عرض نتاج الثقافة الأندلسية والتراث الحضاري الأندلسي إبان الحكم الإسلامي، من مصنوعات يدوية ومزروعات وقراءات أدبية وأفلام وثائقية وموسيقى أندلسية.